# Ankylomyrma coronacantha

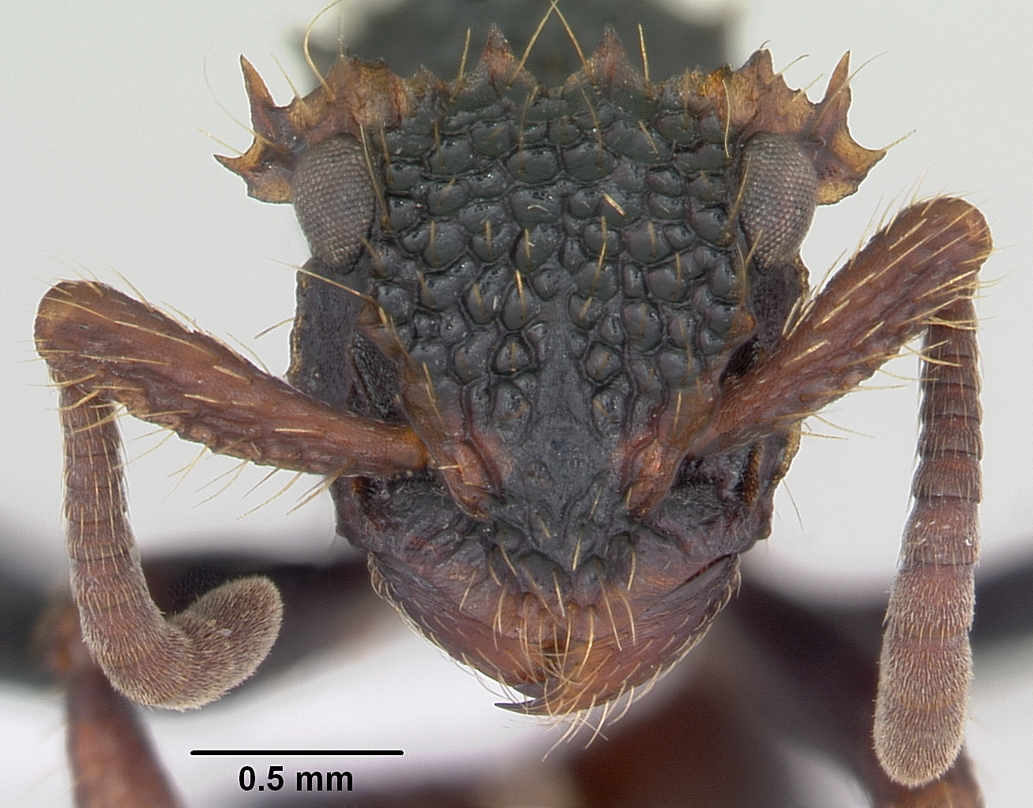
Zbliżenie głowy robotnicy

Ankylomyrma coronacantha – gatunek mrówki z podrodziny Agroecomyrmecinae, jedyny przedstawiciel rodzaju Ankylomyrma.

## Taksonomia
Gatunek i rodzaj zostały opisane przez Barry'ego Boltona w 1973. Jako lokalizację typową autor wskazał górę Atewa w Ghanie. Nowe taksony umieszczone zostały wówczas w plemieniu Meranoplini, w podrodzinie Myrmicinae. W 1994 roku ten sam autor umieścił Ankylomyrma w plemieniu Formicoxenini, a w 2003 roku przeklasyfikował ją do monotypowego plemienia Ankylomyrmini. W 2015 roku 4 autorów na podstawie analiz molekularnych wyłączyło Ankylomyrma z Myrmicinae i umieściło ją w Agroecomyrmecinae. Uzyskali oni w owej analizie bardzo silne poparcie dla siostrzanej pozycji rodzajów Tatuidris i Ankylomyrma.

## Opis
Gatunek monomorficzny. Holotypowa robotnica ma 4,6 mm długości. Dalszy opis dotyczy robotnic. Ubarwienie czarne z pomarańczowobrązowymi do czerwonobrązowych: żuwaczkami, czułkami, częścią naduskta i lamelli potylicznej, goleniami, stopami i pierwszym sternitem gastralnym. Głaszczki o długich członach. Żuwaczki z pięcioma silnymi, trójkątnymi ząbkami, w stanie złożonym prawie całkiem nakryta dużym, szerokim nadustkiem. Środkowa część tego ostatniego wyniesiona, z tyłu szeroka i wciśnięta między szeroko oddzielone i nakrywające panewki czułków płaty czołowe, które ku tyłowi przedłużają się w krawędzie czołowe sięgające aż do krawędzi potylicznej głowy. Słabe zagłębienia okołoczułkowe (scrobe) od góry odgraniczają krawędzie czołowe, od dołu zaś listewka biegnąca od panewek żuwaczek po część podoczną. Duże oczy położone są w obrębie zagłębienia okołoczułkowego, w tylno-bocznych narożach głowy. Buławka dwunastoczłonowych czułków jest słabo zaznaczona i wielkość członów biczyka rośnie stopniowo ku wierzchołkowi. Szeroka, wyciągnięta w serię ząbkokształtnych wyrostków poprzeczna blaszka (lamella) ogranicza krawędź potyliczną, za którą potylica staje się płaska. Na dużym, nabrzmiałym i wypukłym promesonotum (zlane grzbietowo przedplecze i śródplecze) brak szwów, za to występują cztery pary trójkątnych zębów. Szerokie szwy oddzielają mesopleura od metapleura jak również dzielą w poprzek mesopleura. Na krótkim pozatułowiu oraz na petiolusie wyrastają po dwa silne kolce. Powierzchnię prawie całego gaster pokrywa silnie powiększony pierwszy tergit. Pierwszy sternit ograniczony jest do wąskiego kołnierzyka na brzusznej stronie nasady gaster, zaś pozostałe segmenty gastralne są drobne i ukryte w jego wnętrzu. Silnie rozwinięte żądło sięga do przodu aż pod pomostek.

## Występowanie
Mrówka nadrzewna. Holotyp pozyskano przez odymianie koron drzew w lesie pierwotnym.
Występuje w Gabonie, Ghanie, Kamerunie i Republice Środkowoafrykańskiej.